# Xenos hamiltoni
Xenos hamiltoni (лат.) — вид веерокрылых насекомых рода Xenos из семейства Xenidae. Встречается в Северной Америке: Мексика (Los Tuxtlus, Veracruz). От близких видов отличаются следующими признаками: крыловые жилки склеротизированы и пигментированные на всем протяжении, общая длина менее 4 мм, мандибулы примерно равны по длине максиллам, в заднем крыле жилка R1 примерно равна R2, а жилка R2 примерно равна R3. Длина крыла 2,77—2,83 мм. Длина цефалотеки самца 0,86—0,88 мм; ширина, 1,11—1,3 мм. Промеры самца: длина скутума 0,32—0,35 мм, длина скутеллюма 0,42—0,45 мм, длина постлюмбиума 0,25—0,27 мм, длина постнотума 0,80—0,81 мм. Крылатые самцы на преимагинальной стадии и червеобразные безногие самки большую часть жизни проводят в теле общественных ос (Vespidae). Паразиты рода Polistes (вида Polistes carnifex). Вид был впервые описан в 2006 году энтомологами Jeyaraney Kathirithamby (Department of Zoology, Оксфорд, Великобритания) и David Hughes (Centre for Social Evolution, Institute of Biology, Копенгагенский университет, Копенгаген, Дания) по типовым материалам из Мексики. Назван в честь Bill Hamilton.